# Calamagrostis fauriei
Calamagrostis fauriei är en gräsart som beskrevs av Eduard Hackel. Calamagrostis fauriei ingår i släktet rör, och familjen gräs. Inga underarter finns listade i Catalogue of Life.